# Nikolaï Ivanovitch Khokhlov
Nikolaï Ivanovitch Khokhlov (12 février 1891 - 26 février 1953), plus connu en espéranto sous le nom de Nikolao Hohlov ou sous le pseudonyme Skito, est un économiste et poète espérantophone russe.

## Biographie
Nikolaï Khokhlov nait le 12 février 1891 à Moscou. Après avoir étudié à l’école de commerce de Moscou, il travaille comme chef de bureau de poste dans cette même ville. En 1917, il rencontre une jeune femme polonaise, Vera, avec qui il se marie. En 1918, à cause des conditions difficiles, ils quittent Moscou pour aller à Poltava, en Ukraine. Toutefois, Nikolaï Khokhlov est mobilisé dans l’armée contre-révolutionnaire. Son épouse rejoint Varsovie. Alors en service dans l’armée, il contracte le typhus et est sauvé par la Croix-Rouge britannique. En novembre 1920, il immigre à Malte, avant de rejoindre le Royaume des Serbes, Croates et Slovènes. Grâce à l’espérantiste Dušan Maruzzi (eo), il obtient un poste à la banque adriatique de Zagreb. Son épouse le rejoint à Zagreb, où nait leur fils Juliusz. En 1923, la famille retourne en Pologne, avant que Nikolaï et Vera ne divorcent, une année plus tard. Nikolaï Khokhlov retourne à Zagreb, alors que Vera et Juliusz reste à Varsovie. Il travaille quelques années à Zagreb, puis, en 1928, rentre à Moscou. Il travaille comme économiste dans diverses entreprises. En 1930, il se marie à nouveau, et l’année suivante, son deuxième fils Leonid nait. En 1941, alors que l’Allemagne attaque l’URSS, il part à Tachkent avec sa famille, avant de revenir à Moscou en 1944. En 1952, alors qu’il travaille, il est victime d’un AVC. Il meurt le 26 février 1953 et est enterré à Moscou, dans le cimetière d'Ostankino.

### Activités d’espérantiste
Nikolaï Khokhlov apprend l’espéranto en 1905.